# Before the Party
Before the Party é o sexto mixtape do cantor norte-americano Chris Brown. Lançado em 27 de novembro de 2015 de forma gratuita pela Chris Brown Entertainment no site da DatPiff. A mixtape contém participações especiais de French Montana, Wiz Khalifa, Wale, Fetty Wap, Tyga, Rihanna entre outros, e também inclui a produção de Kuk Harrell, Danja, David Banner, Drumma Boy, entre outros. Before the Party foi lançado como um prelúdio para seu sétimo álbum de estúdio, Royalty.
O mixtape foi relançado como para as plataformas de streaming exclusivamente na Tidal e Amazon Music dos Estados Unidos em 15 de agosto de 2017, na íntegra.
Recebeu um grande sucesso sendo uma das mixtapes gratuitas mais ouvidas e baixadas no DatPiff, sendo certificada como dupla platina pelos padrões do site, alcançando mais de 500.000 downloads e mais de 3.000.000 de audições completas.

## Lista de faixas
| N.º            | Título                                                           | Produção                        | Duração |  |
| 1.             | "Counterfeit" (featuring Rihanna, Wiz Khalifa and Kelly Rowland) | Danja RoccStar                  | 4:35    |  |
| 2.             | "Go"                                                             | Kuk Harrell                     | 3:45    |  |
| 3.             | "Sex"                                                            | David D.A. Doman RoccStar       | 4:36    |  |
| 4.             | "Holy Angel" (featuring Pusha T)                                 | DJ Chose                        | 4:40    |  |
| 5.             | "Pussy"                                                          | Krysshun                        | 3:39    |  |
| 6.             | "Play Me"                                                        | Nard & B                        | 3:24    |  |
| 7.             | "Gotta Get Up"                                                   | Nard & B                        | 2:34    |  |
| 8.             | "All I Need" (featuring Wale)                                    | J.U.S.T.I.C.E. League DJ Khaled | 4:18    |  |
| 9.             | "Text Message" (featuring Tyga)                                  | Vidal Davis The Inkwell         | 3:49    |  |
| 10.            | "Red Lights"                                                     | Soundz                          | 4:26    |  |
| 11.            | "Just So You Know"                                               | Wheezy XZ                       | 3:46    |  |
| 12.            | "Ghetto Tales"                                                   | Swiff D                         | 2:57    |  |
| 13.            | "Come Home Tonight"                                              | DJ Chose                        | 3:40    |  |
| 14.            | "The Breakup"                                                    | Soundz Chizzy                   | 4:12    |  |
| 15.            | "Hell of a Night" (featuring French Montana and Fetty Wap)       | The Mekanics                    | 3:36    |  |
| 16.            | "Freaky Shit"                                                    | Drumma Boy                      | 2:50    |  |
| 17.            | "Beat It Up"                                                     | Tone Stith                      | 4:08    |  |
| 18.            | "Won't Change"                                                   | Nard & B                        | 3:18    |  |
| 19.            | "Here We Go Again"                                               | Nard & B                        | 4:01    |  |
| 20.            | "FAN [Freak At Night]"                                           | Nard & B                        | 4:22    |  |
| 21.            | "Swallow Me Down" (featuring French Montana)                     | Soundz                          | 5:04    |  |
| 22.            | "Till the Morning"                                               | The Featherstones DJ Carisma    | 3:01    |  |
| 23.            | "Right Now"                                                      | Nard & B                        | 3:12    |  |
| 24.            | "Seasons Change"                                                 | Soundz                          | 3:42    |  |
| 25.            | "Roses Turn Blue"                                                | Nard & B                        | 4:06    |  |
| Duração total: | Duração total:                                                   | Duração total:                  | 120:25  |  |

| Before the Party — (bonus tracks) |        |             |         |  |
| N.º                               | Título | Producer(s) | Duração |  |